# ミッチ・ヒューワー
ミッチ・ヒューワー（Mitchell Scott "Mitch" Hewer、1989年7月1日 - ）は、イギリスの俳優。

## 略歴
ブリストルの演劇学校で学ぶ。2007年、イギリスのTVシリーズ「skins」にニコラス・ホルトやデーヴ・パテールらとともに主演。ゲイの少年を演じた。